# Peter McKenzie
Peter McKenzie es un actor neozelandés conocido por su papel de Elendil, en la primera parte de la trilogía de Peter Jackson, El Señor de los Anillos.

## Biografía
Dio vida al padre de Isildur, Elendil, en la película de 2001, La Comunidad del Anillo. Más tarde, ya en 2005 volvió a aparecer en otra película de Jackson, King Kong.
Su hijo, Bret, es miembro del dúo cómico Flight of the Conchords, y también aparece como el elfo Figwit tanto en la Comunidad del Anillo como en El retorno del Rey.
Afincado en Nueva Zelanda, es entrenador de carreras de caballos.

## Filmografía

### Cine
| Año  | Título                          | Papel      | Notas                                  |
| ---- | ------------------------------- | ---------- | -------------------------------------- |
| 1982 | The Last Horror Film (Fanático) |            | Parte del equipo de efectos especiales |
| 2001 | La Comunidad del Anillo         | Elendil    |                                        |
| 2005 | King Kong                       | Aventurero |                                        |
| 2009 | It's Complicated                | Dr. Allen  |                                        |

### Televisión
| Año  | Título                     | Papel                   | Notas        |
| ---- | -------------------------- | ----------------------- | ------------ |
| 1987 | Grange Hill                | Clive / Boy in Corridor | 3 episodios  |
| 1996 | Crossroads Café            | Restaurant critic       | 1 episodio   |
| 1998 | The Legend of William Tell | Warrior captain         | 10 episodios |
| 2000 | Dark Knight                | Edwin of Stringburn     | 1 episodio   |